# Sébastien Larcier
Pour les articles homonymes, voir Larcier.
Sébastien Larcier est un joueur de football français né le 19 août 1977 à Mont-Saint-Aignan. Il était milieu de terrain.

## Biographie
Après des débuts à l'Évreux Athletic Club, dans sa Normandie natale, Sébastien Larcier passe chez le voisin, Pacy-sur-Eure. Il rejoint ensuite Alès. 
C'est là, que Rudi Garcia, l'entraîneur de Dijon, le repère, et l'attire au DFCO. Il doit cependant se résoudre à mettre un terme à sa carrière en 2007 à la suite d'une malformation cardiaque mais reste dans le milieu du foot en dirigeant une cellule recrutement à Dijon. En 2012, il devient responsable de cette cellule de recrutement. 
Il fait ses débuts de consultant TV à l'occasion de la Coupe du monde de football des moins de 20 ans 2011 sur Eurosport.
Depuis juillet 2016, il est le président du DFCO Féminin.
Olivier Delcourt, président du DFCO, officialise le départ de Sébastien Larcier pour le SCO d'Angers le 18 avril 2020. Il y prend en charge la direction sportive à la suite du licenciement d'Olivier Pickeu. Sous la houlette de Fabrice Favetto-Bon, président délégué du SCO, une réorganisation des responsabilités sur le plan sportif a eu lieu. Placé sous la responsabilité du président délégué et membre du comité de direction, Sébastien Larcier a pour mission de définir et mettre en œuvre la politique sportive globale du club et sa stratégie de recrutement. 
Sous son égide, plusieurs opérations autour de joueurs représentés par Reagen Puninu ont lieu lors du mercato estival 2020. Outre la prolongation d'Angelo Fulgini, Melvin Zinga et Kevin Bemanga font leur arrivée pendant que Jason Mbock est prêté à Neuchâtel. Le 30 avril 2021, la FIFA prononce une interdiction de recrutement pour le SCO pour le mercato estival 2021 ainsi qu'une amende de 30 000 francs suisses (environ 27 200 €) à la suite du transfert de Bemanga. Il est reproché au club d'avoir réalisé un transfert-relais, avec comme intermédiaire le Paris FC, afin que le club angevin paye des indemnités de recrutement moindres.
À partir de janvier 2023, il devient un acteur majeur du recrutement du Nîmes Olympique sans occuper de fonction officielle au sein du club,. Sa venue se fait à la demande de l'entraîneur Frédéric Bompard avec lequel il a travaillé dans d'autres clubs auparavant.

## Statistiques
- 123 matchs & 7 buts en National
- 121 matchs & 6 buts en Ligue 2